# Redakcja Hebrajska Polskiego Radia dla Zagranicy
Redakcja Hebrajska Polskiego Radia dla Zagranicy ("קול פולין"; Kol Polin – Głos Polski) – hebrajskojęzyczna redakcja Polskiego Radia dla Zagranicy, założona w 2007 roku, wówczas jedna z sześciu obcojęzycznych redakcji Polskiego Radia. Zakończyła działalność w 2014 roku.

## Historia i działalność
Redakcja powstała w marcu 2007. 1 lipca 2007 rozpoczęła nadawanie na falach UKF w Izraelu i w Autonomii Palestyńskiej. 
Radio nadawało codziennie trzydziestominutowy program w języku hebrajskim zawierający wiadomości z Polski: polityczne, biznesowe i kulturalne, przegląd prasy, analizy polityczne, informacje z życia społeczności żydowskiej w Polsce, a także wywiady z ludźmi z Polski i Izraela. W każdą niedzielę redakcja emitowała trzydziestominutowy program w języku jidysz pod nazwą „Naje chwaljes”, mający charakter bardziej kulturalny - zawierał rozmowy z użytkownikami języka jidysz, piosenki, a także utwory literackie dla dzieci w ramach podsekcji „kinderwinkl” (jidysz: קינדער־ווינקל – kącik dla dzieci). Naje chwaljes był przez lata jedynym programem w regionie emitowanym w języku jidysz.  Kol Polin można było odbierać w Izraelu codziennie na falach 107.2 MHz o godz. 21 czasu lokalnego, w Polsce – o godz. 20 na częstotliwości 11.865 MHz. W 2008 roku Redakcja była jedynym programem w Europie nadającym w języku hebrajskim.